# Dimasa
Etnia de Assam en el Noreste de la India.
Los Dimasa en Assam eran unos 65.000 en 1991, pero se consideraban marginados y su intelectualidad reclamaba el estado de Dimaraji (Hijos del gran río) abarcando las áreas dimasa de los distritos de North Cachar Hills, Karbi-Anglong y Dimapur. La organización Dimasa National Security Force (DNSF, Fuerza de Seguridad Nacional de Dimasa) operó a principios de los noventa pero se rindió en masa en 1995, excepto su jefe militar Jewel Garlossa y algunos militantes que se reorganizaron en el Dima Halim Daogah, apoyado por el National Socialist Council of Nagalim (IM, Consejo Nacional Socialista de Nagalim). El 1 de enero de 2003 firmó un alto el fuego de seis meses con el gobierno que esta vigente en este momento (2004). Junto a Garlossa los líderes son Dilip Dimasa, Pranab Nunisa y Rongsling Dimasa. 
Véase también: Hmar
- Datos: Q5277171